# Midland F1 Racing
Midland F1 Racing, ofta förkortat MF1 Racing, var ett ryskt formel 1-stall som deltog i formel 1-VM 2006. 

## Historik
MF1 Racing bildades genom att man 15 november 2005 tog över Jordan Grand Prix.
Stallet, som grundades av den ryskfödde kanadensaren Alex Shnaider, finansierades av ryska affärsmän och Boris Jeltsin Jr. var marknadsdirektör. 
Stallet, som ägdes av The Midland Group,  var Rysslands första i formel 1. Stallets bilar var målade i rött och svart.
MF1 Racing såldes hösten 2006 till den nederländska biltillverkaren Spyker och blev då Spyker MF1 Racing som från och med säsongen 2007 hette Spyker.

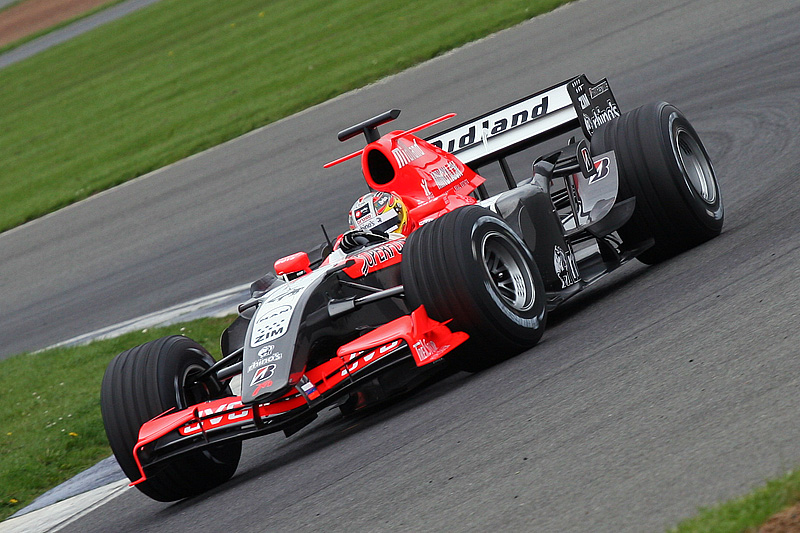
Tiago Monteiro i Midland M16 2006.

## F1-säsonger
| Säsong | Tävlingsnamn                        | Bil         | Motor            | Däck | Poäng | VM-plac. | Förare 1          | Förare 2       |
| ------ | ----------------------------------- | ----------- | ---------------- | ---- | ----- | -------- | ----------------- | -------------- |
| 2006   | Midland F1 Racing Spyker MF1 Racing | Midland M16 | Toyota RVX-06 V8 | B    | 0     | 10:a     | Christijan Albers | Tiago Monteiro |